# Gaußscher Vektor

Zweidimensionale Normalverteilung mit Randverteilungen

In der Wahrscheinlichkeitstheorie ist ein Gaußscher Vektor ein zufälliger Vektor {\displaystyle (X_{1},\ldots ,X_{d})}, so dass jede Linearkombination {\displaystyle a_{1}X_{1}+\ldots a_{d}X_{d}} einer eindimensionalen Normalverteilung genügt. Diese Bedingung ist genau dann erfüllt, wenn es sich bei {\displaystyle (X_{1},\ldots ,X_{d})} um eine mehrdimensionale Normalverteilung handelt.